# Ophrys noir

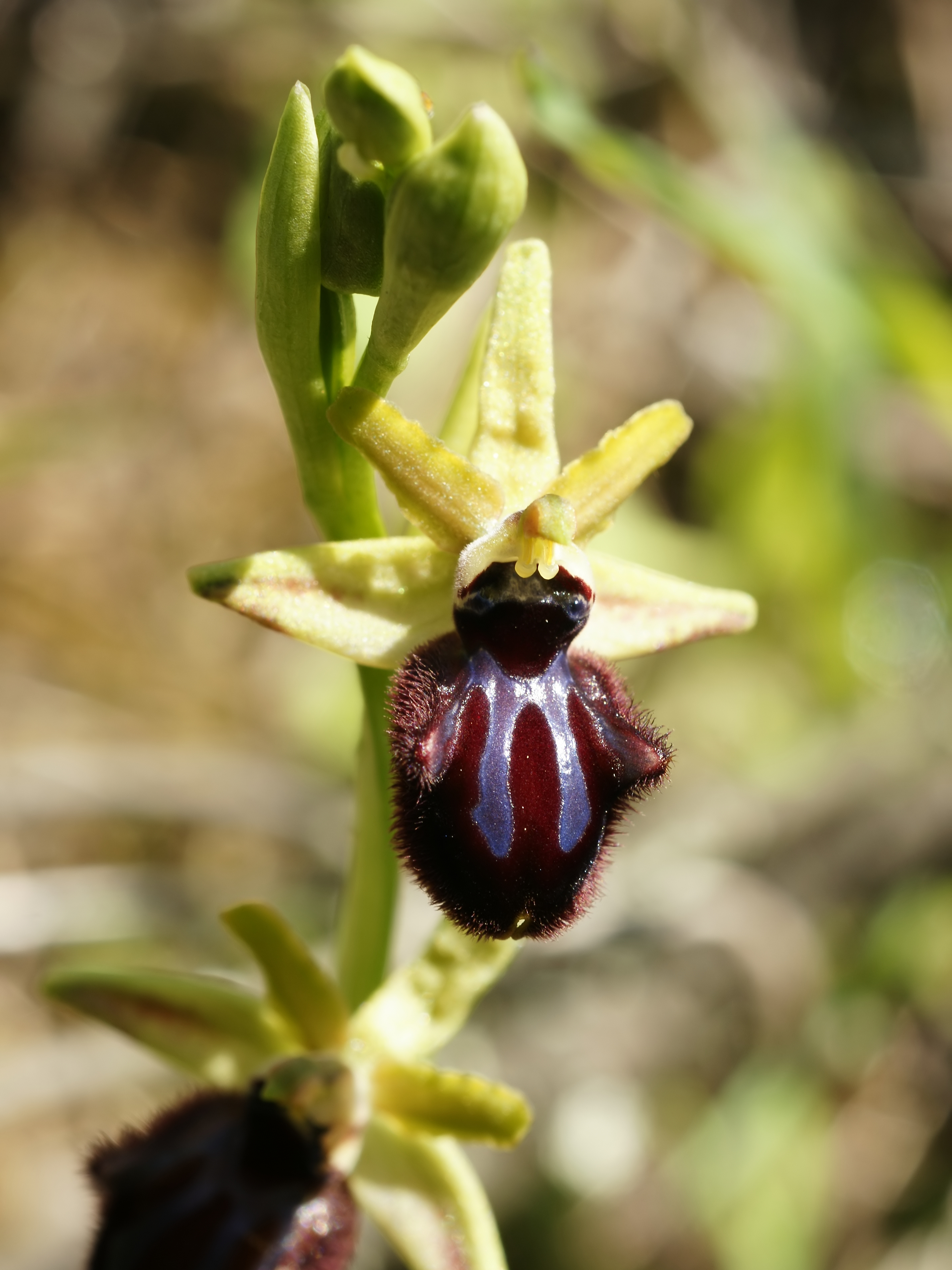
Ophrys incubacea
Espèce
L'Ophrys noir (Ophrys incubacea) est une orchidée terrestre européenne du groupe d'Ophrys sphegodes.
C'est une orchidée méditerranéenne que l'on rencontre du Portugal à l'Albanie.

## Autres espèces du groupe
- Ophrys araneola